# Монголски језици
Монголски језици су породица језика чији говорници живе у средњој Азији. Најпознатији језик ове групе је монголски језик (Монгол Хэл), који има око 5,7 милиона говорника у Монголији и Кини. Монголски језици се неретко сврставају у тзв. Алтајску макро-породицу, заједно са туркијским и тунгуским језицима.

## Карактеристике
Сви језици ове групе су изразито аглутинативни и познају категорију самогласничке хармоније.

## Класификација
Историјски монголски језици:
средњомонголски језик;
класични монголски језик.
Данашњи монголски језици:
A. северномонголски језици:
A1. западномонголски језици (ојратски језици): 
1. ојратски језик (западна Монголија и Кина);
2. калмички језик (руска република Калмикија);
3. дархатски језик или дијалекат ојратског или халха монголског (Монголија);
A2. централномонголски језици:
1. монголски језик: 
халха монголски дијалекат (Монголија);
централни, источни и јужни дијалекти (Монголија и кинеска покрајина Унутрашња Монголија);
ордоски дијалекат (Кина, покрајина Унутрашња Монголија);
2. бурјатски језик (постоје три стандарда бурјатског језика: баргу бурјатски у Кини, рускобурјатски у Русији и монголскобурјатски у Монголији);
3. хамнигански језик
B. дагурски:   
даурски језик (Кина);
C. јужномонголски језици:
источнојугурски језик или шира-југурски (Кина);
монгорски језик, ту или широнгол-монголски (Кина);
бонански језик (Кина);
дунсијански језик или санта (Кина);
кангђиа језик (Кина);
D. моголски језик: 
моголски језик (Авганистан).

### Класификација Етнолога
Овој породици припада група од 14 језика који се гранају у две групе. Прва група источна са 13 језика и друга група западна са само једним језиком. .
Монголски језици:
A. источни:   
a. дагурски:
даурски језик (Кина);
b. монгорски језици:
бонански језик (Кина);
дунсијански језик или санта (Кина);
кангђиа језик (Кина);
ту језик, монгорски или широнгол-монголски (Кина);
источнојугурски језик или шира-југурски (Кина);
c. ојрат-халха језици:
c1. халха-бујрат језици:
1. бурјатски језик, постоје три стандарда бурјатског језика: 
баргу бурјатски у Кини;
рускобурјатски у Русији;
монголскобурјатски у Монголији;
2. монголски језик у ужем смислу: 
халха монголски (Монголија);
периферни монголски (Монголија и кинеска покрајина Унутрашња Монголија);
c2. ојрат-калмик-дархат језици (ојратски језици): 
калмик-ојрат (руска република Калмикија);
B. западни: 
моголски језик (Авганистан).